# Dunky Wright
Dunky Wright, wł. Duncan McLeod Wright (ur. 22 września 1896 w Glasgow, zm. 21 sierpnia 1976 tamże) –  szkocki lekkoatleta specjalizujący się w biegach długodystansowych, trzykrotny olimpijczyk.
Na igrzyskach olimpijskich reprezentował Wielką Brytanię, a na igrzyskach Imperium Brytyjskiego i na międzynarodowych mistrzostwach w biegach przełajowych – Szkocję.
Wystąpił w biegu maratońskim na igrzyskach olimpijskich w 1924 w Paryżu, lecz go nie ukończył. Na kolejnych igrzyskach olimpijskich w 1928 w Amsterdamie zajął w tej konkurencji 20. miejsce.
Zwyciężył w maratonie na pierwszych igrzyskach Imperium Brytyjskiego w 1930 w Hamilton, wyprzedzając Samuela Ferrisa z Anglii i Johnny’ego Milesa z Kanady.
Zajął 4. miejsce w maratonie na igrzyskach olimpijskich w 1932 w Los Angeles, tracąc do zwycięzcy Argentyńczyka Juana Carlosa Zabali zaledwie minutę i 5 sekund. Zdobył brązowy medal na tym dystansie na igrzyskach Imperium Brytyjskiego w 1934 w Londynie, przegrywając jedynie z Haroldem Websterem Z Kanady i Donaldem Robertsonem ze Szkocji.
Przez 11 lat w rzędu, od 1920 do 1930, reprezentował Szkocję w międzynarodowych mistrzostwach w biegach przełajowych. Najwyższe miejsce (piąte) zajął w 1925 w Dublinie.
Był mistrzem Wielkiej Brytanii (AAA) w maratonie w 1930 i 1931, wicemistrzem na tym dystansie w 1928 i 1932 oraz brązowym medalistą w 1925. Zwyciężył w Polytechnic Marathon w 1924 i 1934.